# 武村忠
武村 忠（たけむら ただし、1889年（明治22年）- 1976年（昭和51年））は、日本の建築家。

## 経歴
宮城県生まれ。1921年（大正2年）京都高等工芸学校（現在の京都工芸繊維大学）卒業。卒業翌年に匠生として内匠寮に入る。1923年（大正8年）に宮内技手、1941年（昭和16年）に宮内技師となる。宮内省京都地方事務所工務課長を経て、内匠寮廃止後設けられた主殿寮に勤務する。宮内省を退官後、宮殿造営に際して専従調査員を委嘱された。